# Байтов, Николай Владимирович
Никола́й Влади́мирович Ба́йтов (настоящая фамилия Гоманьков, псевдоним произведён от термина «байт»; род. 23 мая 1951) — российский поэт, прозаик; редактор, издатель, бук-артист.

## Биография
Окончил московскую спецшколу № 2 и Московский институт электронного машиностроения. Во второй половине 1980-х редактор-издатель (вместе с Александром Барашом) одного из ведущих московских самиздатских проектов — альманаха «Эпсилон-салон». С 1993 г. вместе со Светой Литвак выступает организатором многочисленных литературных акций (ежегодный «Праздник рифмы», «Литературный карнавал», ряд выставок бук-арта и авторской книги) и перформансов (под эгидой учреждённого Байтовым и Литвак «Клуба литературного перформанса»). В 1998—2005 гг. куратор литературного салона «Премьера» с еженедельными выступлениями поэтов и прозаиков. Лауреат Сетевого литературного конкурса «Тенёта» (1998, I место в номинации «Рассказы»). Автор нескольких книг стихов и прозы, многочисленных публикаций в журналах и альманахах «Знамя», «Новый мир», «Черновик», «Улов» и др. Живёт в Москве.

## Творчество
Проза Байтова отличается изощрённым интеллектуализмом и сравнивалась критикой с творчеством Хорхе Луиса Борхеса. Его рассказы часто, как и у Борхеса, строятся на явных или неявных отсылках к кардинальным проблемам философии и культурологии XX века; особенно занимает Байтова диалектика подлинного и фиктивного в самых разных её проявлениях. С этим связан и особый интерес Байтова к работе с документальным источником — как правило, не историческим, а частным; в ряде текстов Байтова читателю не представляется возможным определить, имеет ли он дело с тонкой стилизацией на грани пародии или с техникой ready-made, до Байтова в русской литературе не употреблявшейся за пределами центонов и коллажей.
В поэзии Байтова сразу обращает на себя внимание редкая изощрённость стихотворной техники: среди его излюбленных приёмов аллитерация, сложные и необычные виды рифмы и т. п. С чисто лирическими (в том числе пейзажными) стихами у Байтова соседствуют стихотворения, представляющие собой того или иного рода культурологический эксперимент и тем самым сближающиеся с его же рассказами.

## Книги
- 1990 — «Равновесия разногласий»: Стихи. — М.
- 1995 — Четыре угла. Приключения информации: Рассказы. — М.: АРГО-РИСК.
- 1998 — «Прошлое в умозрениях и документах»: Книга прозы. — М.: Зверевский центр современного искусства.
- 2001 — Времена года: Стихи. — М.: ОГИ.
- 2007 — «Что касается»: Стихи. — М.: Новое издательство.
- 2010 — «282 осы»: Стихи. — Таганрог: Нюанс.
- 2011 — «Думай, что говоришь: 41 рассказ». — М.: КоЛибри; Азбука-Аттикус (Серия «Уроки русского»).
- 2011 — «Случаи из жизни». — Таганрог: Нюанс (В соавторстве со Светой Литвак.).
- 2011 — «Резоны»: Книга стихов. — М.: Книжное обозрение (АРГО-РИСК) — (Книжный проект журнала «Воздух»).
- 2013 — «Ангел-вор»: Рассказы о Церкви. — М.: Эксмо (Православная серия).
- 2013 — «Любовь Муры»: Роман. — М.: Новое литературное обозрение.
- 2014 — «Зверь дышит»: Проза. — М.: Новое литературное обозрение.

## Признание
- Премия Андрея Белого в номинации Проза (2011).